# Xã Williams, Quận Wayne, Missouri
Xã Williams (tiếng Anh: Williams Township) là một xã thuộc quận Wayne, tiểu bang Missouri, Hoa Kỳ. Năm 2010, dân số của xã này là 874 người.